# Den gamla goda tiden
Den gamla goda tiden är en dikt av Gustaf Fröding. Den finns i diktsamlingen Nya dikter (1894).  Titeln är ironisk; den redan då etablerade frasen med sin ton av trevlig nostalgi kontrasteras mot expressiva bilder av bruksarbetare som sliter för brödfödan och som tryckts ner av överheten.
Dikten finns (tonsatt) på LP-skivan Stöd de strejkande hamnarbetarna.